# パリのアメリカ人 (劇団四季)
『パリのアメリカ人』（パリのアメリカじん、An American In Paris）は、アメリカ映画『巴里のアメリカ人』を原作として劇団四季が制作および上演するミュージカル作品である。

## 概要
2017年5月31日に上演決定が発表され、同年9月に出演バレエダンサーの公開オーディションを開催した。2018年9月3日には東京都港区で制作発表会見を開き、ジェリー・マリガン役に酒井大・松島勇気・吉岡慈夢・高橋伊久磨、リズ・ダッサン役に石橋杏実・近藤合歓・篠原真梨子、アダム・ホックバーグ役に斎藤洋一郎・俵和也・神永東吾、アンリ・ボーレル役に小林唯・加藤迪・山下啓太、マイロ・ダヴェンポート役に岡村美南・宮田愛・加藤あゆ美、マダム・ボーレル役に秋本みな子・佐和由梨、ムッシュー・ボーレル役に味方隆司・増田守人、オルガ役に木村智秋・大岡紋、Mr.Z役に金久烈・荒木啓佑がそれぞれ出演候補キャストとして発表された。

## あらすじ
ナチス・ドイツによるフランス占領が終わり、自由が戻りつつあるパリ。絵を愛好するアメリカのGIジェリー・マリガンは、帰国せずにパリに残ることを決心する。ジェリーはナチス狩りや女性への暴行等、まだ治安の悪い街で、一人の女性を助け心惹かれる。
ジェリーは、あるカフェに入ると、そこには足に後遺症が残る元GIのアダム・ホックバーグが、ピアニストとして居候していた。そのカフェには、親の反対を押し切って歌手を目指すフランス人アンリ・ボーレルも常連だった。芸術を愛する三人の青年は、すぐに意気投合する。
ジェリーはアダムの紹介で、彼が伴奏をするバレエ団のオーディションを見に行く。バレエ団は、ボーレル夫妻がパトロンを務め、さらに米国人のマイロ・ダヴェンポートが新たに出資をしようとしていた。そこにリズ・ダッサンが遅刻して現れる。しかしリズはアダムの助言と才能により、オーディションで選抜される。ジェリーは、リズが心惹かれた女性だと気付く。マイロは、リズの舞踊、アダムの音楽、そしてジェリーの舞台美術を条件に、バレエ団への出資を決める。
ジェリーはリズに言い寄り、やがて彼女を『ライザ』と呼んでその心を開くと、セーヌ川のほとりで毎日会う約束をする。リズの抜擢を何より喜んだのはマダム・ボーレルで、ひとり息子のアンリにリズへの求婚を勧める。リズは恩義のあるボーレル一家と、ジェリー、そしてバレエの間で心揺れる。さらに、バレエのレッスンを通じて、アダムとも心を通わせる。かくして三人の青年は、それぞれに愛する女性と相思相愛になったと思い込み、有頂天になる。
三人とリズ、そしてジェリーのパトロンとなったマイロは、バレエ団のパーティで鉢合わせ、事態に気が付く。そんな中、マダム・ボーレルはアンリとリズの婚約を、強引に発表する。リズへの想いが巡る中、ジェリーはマイロの愛と出資を断り、アンリも両親から自立しようとする。やがて、アンリとボーレル家に対する誤解は解け、アダムもついに曲を書き上げる。
いよいよ新作バレエの初演の日、リズは極度の緊張状態にあった。マイロは楽屋を訪ね、リズにジェリーからの手紙を手渡す。いよいよ本番のバレエが始まった。リズは心の中にジェリーを思い浮かべ、彼と一体になったかのように素晴らしい舞踊を披露する。作品は大成功で、アダムも『パリのアメリカ人』として名声を得る。だがジェリーとアダムは、リズの才能の前に、彼女は音楽と共に生きる人だと身を引く。アンリもまた、彼女への愛情から、彼女をボーレル家に対する恩義で拘束するのをやめる。
セーヌ川のほとり、いつものようにジェリーが彼女を待っている。そこに満面の笑みとともにリズが現れる。二人は肩を寄せ合い、お互いの愛情を確かめ合うのだった。

## スタッフ
- 演出 : クリストファー・ウィールドン
- 振付 : クリストファー・ウィールドン

### 日本スタッフ
- 企画・製作 : 四季株式会社
- 日本語台本・訳詞 : 高橋知伽江
- 演出スーパーバイザー : 坂田加奈子
- スーパーバイザー助手 : 脇坂真人
- 音楽監督 : 鎮守めぐみ
- 技術監督 : 柳沢学
- ファイト・ディレクター : 新美智士

## キャスト

### メインキャスト
| 役柄                   | 俳優名     | 初出演日      | 初出演地           |
| ---------------------- | ---------- | ------------- | ------------------ |
| ジェリー・マリガン     | 酒井大     | 2019年1月20日 | 東急シアターオーブ |
| ジェリー・マリガン     | 松島勇気   | 2019年2月22日 | 東急シアターオーブ |
| ジェリー・マリガン     | 吉岡慈夢   | 2019年9月13日 | 名古屋四季劇場     |
| リズ・ダッサン         | 石橋杏実   | 2019年1月20日 | 東急シアターオーブ |
| リズ・ダッサン         | 近藤合歓   | 2019年2月22日 | 東急シアターオーブ |
| アダム・ホックバーグ   | 斎藤洋一郎 | 2019年1月20日 | 東急シアターオーブ |
| アダム・ホックバーグ   | 俵和也     | 2019年2月1日  | 東急シアターオーブ |
| アダム・ホックバーグ   | 神永東吾   | 2019年10月5日 | 名古屋四季劇場     |
| アンリ・ボーレル       | 小林唯     | 2019年1月20日 | 東急シアターオーブ |
| アンリ・ボーレル       | 加藤迪     | 2019年1月31日 | 東急シアターオーブ |
| アンリ・ボーレル       | 山下啓太   | 2019年10月5日 | 名古屋四季劇場     |
| マイロ・ダヴェンポート | 岡村美南   | 2019年1月20日 | 東急シアターオーブ |
| マイロ・ダヴェンポート | 宮田愛     | 2019年2月16日 | 東急シアターオーブ |
| マイロ・ダヴェンポート | 加藤あゆ美 | 2019年9月21日 | 名古屋四季劇場     |
| マダム・ボーレル       | 秋本みな子 | 2019年1月20日 | 東急シアターオーブ |
| マダム・ボーレル       | 佐和由梨   | 2019年2月11日 | 東急シアターオーブ |
| ムッシュー・ボーレル   | 味方隆司   | 2019年1月20日 | 東急シアターオーブ |
| ムッシュー・ボーレル   | 増田守人   | 2019年2月1日  | 東急シアターオーブ |
| オルガ                 | 木村智秋   | 2019年1月20日 | 東急シアターオーブ |
| オルガ                 | 大岡紋     | 2019年3月1日  | 東急シアターオーブ |
| ミスターZ              | 金久烈     | 2019年1月20日 | 東急シアターオーブ |
| ミスターZ              | 荒木啓佑   | 2019年1月29日 | 東急シアターオーブ |

※太字はオリジナルキャスト

### アンサンブルキャスト
| 俳優名                   | 初出演日      | 初出演地           |
| ------------------------ | ------------- | ------------------ |
| 吉岡慈夢                 | 2019年1月20日 | 東急シアターオーブ |
| ツェザリ・モゼレフスキー | 2019年1月20日 | 東急シアターオーブ |
| 照沼大樹                 | 2019年1月20日 | 東急シアターオーブ |
| 田中勇人                 | 2019年1月20日 | 東急シアターオーブ |
| 皆川知宏                 | 2019年1月20日 | 東急シアターオーブ |
| 高橋伊久磨               | 2019年1月20日 | 東急シアターオーブ |
| 渡邉寿宏                 | 2019年1月20日 | 東急シアターオーブ |
| 篠原真梨子               | 2019年1月20日 | 東急シアターオーブ |
| 吉村菜奈子               | 2019年1月20日 | 東急シアターオーブ |
| 森田美穂                 | 2019年1月20日 | 東急シアターオーブ |
| 武田恵実                 | 2019年1月20日 | 東急シアターオーブ |
| 塩住珠希                 | 2019年1月20日 | 東急シアターオーブ |
| 藤本典子                 | 2019年1月20日 | 東急シアターオーブ |
| 村上今日子               | 2019年1月20日 | 東急シアターオーブ |
| 山崎遥香                 | 2019年1月20日 | 東急シアターオーブ |
| 平井佑季                 | 2019年1月20日 | 東急シアターオーブ |
| 森真琴                   | 2019年1月26日 | 東急シアターオーブ |
| 小島絵里衣               | 2019年1月29日 | 東急シアターオーブ |
| 関野ひとみ               | 2019年1月29日 | 東急シアターオーブ |
| 鈴木伶央                 | 2019年2月2日  | 東急シアターオーブ |
| 吉田蓮                   | 2019年3月19日 | KAAT神奈川芸術劇場 |
| 野田彩恵子               | 2019年4月10日 | KAAT神奈川芸術劇場 |
| 後藤いずみ               | 2019年4月12日 | KAAT神奈川芸術劇場 |
| 加瀬愛実                 | 2019年5月18日 | KAAT神奈川芸術劇場 |
| 軽部智子                 | 2019年5月18日 | KAAT神奈川芸術劇場 |
| 野村天氣                 | 2019年5月19日 | KAAT神奈川芸術劇場 |

※太字はオリジナルキャスト

## 上演記録
- 2019年1月20日 - 3月8日：東急シアターオーブ（東京初演）
- 2019年3月19日 - 8月11日：KAAT 神奈川芸術劇場（横浜初演）
- 2019年9月1日 - 2020年1月5日：名古屋四季劇場（名古屋初演）
- 2020年2月22日 - 5月17日：京都劇場（京都初演）
  - 新型コロナウイルス感染拡大のため、実際に公演が行われたのは2月22日 - 2月24日及び3月25日 - 3月28日の期間のみであった。
- 2020年7月12日 - 8月30日の期間でキャナルシティ劇場の公演（福岡初演）を予定していたが、新型コロナウイルス感染拡大に伴い、全公演が中止になった。